# Ричард Дорф
Ричард Дорф (роден на 27 декември 1933 г. в Бронкс, Ню Йорк) е професор по мениджмънт и електро- и компютърно инженерство в Калифорнийския университет, Дейвис. Той получава своята докторска степен от Военноморско магистърско училище, САЩ. Дорф е дългогодишен сътрудник на IEEE за принос в теорията на инженерно образование и контрол. 

## Кариера

### Академична кариера
Професор Дорф изследва и преподава системи за контрол, роботика, енергийни системи, управление на технологиите, предприемачество, управление на иновации, управление на рисков капитал и технологична политика. Той е и консултант в областта на развитието на инженерния бизнес. 

### Автор и редактор
Дорф е автор и редактор на 30 книги , включително няколко стандартни наръчника и учебници по инженерство. Последната му книга се нарича Технологични предприятия: От идеи до предприятие и е в съавторство с професор Томас Байърс от Станфордския университет. Учебникът е първият, който подробно изследва глобалното явление, известно като „технологично предприемачество“.

## Книги
Книги с автор на Дорф включват:
- Технологични предприятия: От идеи до предприятия. McGraw Hill, 2004 (1-во издание), 2008 (2-ро издание), 2011 (3-то издание) [5]
- Съвременни системи за управление. Аддисън-Уесли, 1967 (1-во издание); текущо издание Pearson, 2016 (13-о издание)
- Компютри и човек
- Джобна книга на формулите за електротехника
- Въведение в електрическите вериги
- Електрически вериги
- Новият инвестиционен съветник за взаимни инвестиции
- Роботика и автоматизирано производство

Книги, редактирани от Дорф, включват:
- Наръчник по електротехника